# Christoph Spengler
Christoph Spengler (* 28. Januar 1969 in Wermelskirchen) ist ein deutscher Kirchenmusiker.

Christoph Spengler (2014)

## Leben
Nach dem Abitur 1988 am Leibniz-Gymnasium in Remscheid studierte Spengler Kirchenmusik an der Robert Schumann Hochschule in Düsseldorf bei Almut Rößler und Volker Hempfling und schloss mit dem A-Examen ab. 1985 wurde er Kirchenmusiker der Johannes-Kirchengemeinde in Remscheid (seit 2018 Evangelische Auferstehungs-Kirchengemeinde). 2005 gründete er das Remscheider Jugendorchester (seit 2017 Junges Orchester Remscheid). Daneben leitet er seit  2007 im Rahmen eines Lehrauftrages den Chor der Bergischen Universität Wuppertal, seit 2011 auch das Uni-Orchester. 
2014–2016 hatte er einen Lehrauftrag für Popularmusik an der Musikhochschule Köln. Ebenfalls seit 2014 leitet er zusammen mit Matthias Nagel die Ausbildung Popularmusik der Evangelischen Kirche im Rheinland und der Evangelischen Kirche von Westfalen. Er ist Dozent für Klavier an der Evangelischen Pop-Akademie Witten im Studiengang Evangelische Kirchenmusik popular. 
2017 wurde er von der Kirchenleitung der Evangelischen Kirche im Rheinland zum Kirchenmusikdirektor ernannt.

## Ehrungen und Auszeichnungen
- 2016 Ehrenmedaille der Bergischen Universität Wuppertal[4]
- 2018 Bürgermedaille der Stadt Remscheid[5]

## Wettbewerbsteilnahmen
- 1987 Landeswettbewerb Jugend musiziert (Orgel)
- Jugend komponiert (2. Platz)

## Werke
- Triptychon
- Es ist ein Schnitter, heißt der Tod
- Mein Reich ist nicht von dieser Welt
- Jesu Leidensankündigungen
- TastaTour  (Bärenreiter-Verlag)
- TastaGroove 1-3 (Bärenreiter-Verlag)
- TastaFree (Bärenreiter-Verlag)
- Gemeinsam auf dem Weg (Hrsg., Verlag Singende Gemeinde)
- Aus Fremden können Freunde werden – 16 neue Lieder (Notenband und CD, Strube-Verlag)
- Das Pattern-Spielbuch (zusammen mit Matthias Nagel, Strube-Verlag)
- Praxisbuch Pop-Chorleitung (Strube-Verlag)
- Notenband und CD "... with Love" (Strube-Verlag)